# Ingo Friedrich
Ingo Friedrich (ur. 24 stycznia 1942 w Kutnie) – niemiecki polityk, przez sześć kadencji poseł do Parlamentu Europejskiego z ramienia bawarskiej CSU.

## Życiorys
Po ukończeniu szkoły średniej i odbyciu służby wojskowej studiował nauki ekonomiczne na Friedrich-Alexander-Universität Erlangen-Nürnberg. Pracował w przemyśle elektronicznym, równolegle w 1971 uzyskał stopień naukowy doktorat. Od 1978 do 1980 był dyrektorem wykonawczym w międzynarodowej firmie elektrycznej. Przez wiele lat zasiadał w radzie miejskiej i powiatowej, a także we władzach bawarskich chadeków.
W 1979 z listy Unii Chrześcijańsko-Społecznej w Bawarii po raz pierwszy uzyskał mandat deputowanego do Parlamentu Europejskiego. W wyborach w 1984, 1989, 1994, 1999 i 2004 z powodzeniem ubiegał się o reelekcję z ramienia CSU. Był m.in. członkiem grupy chadeckiej, wiceprzewodniczącym Europarlamentu (1999–2007) i wiceprzewodniczącym Komisji ds. Petycji (1989–1994). W PE zasiadał łącznie przez sześć kadencji do 2009.